# Kim Soo-Nyung
Kim Soo-Nyung, južnokorejska lokostrelka, * 5. april 1971, Seul.
Soo-Nyung je sodelovala na lokostrelskem delu poletnih olimpijskih iger leta 1988, leta 1992 in leta 2000.